# کوتلنیکوفو
شهر کوتلنیکوفو (به روسی: Котельниково) در کشور روسیه و در اوبلاست ولگوگراد واقع شده‌است.